# Clásico Eduardo Casey
El Clásico Eduardo Casey es una carrera clásica para potrillos que se disputa en el Hipódromo Argentino de Palermo, sobre 2200 metros de pista de arena y convoca exclusivamente a machos de 3 años. Está catalogado como un certamen de Grupo 2 en la escala internacional y dentro del calendario del proceso selectivo es tradicionalmente la principal carrera preparatoria del Gran Premio Nacional.
Se disputa regularmente en el mes de octubre y lleva su nombre en homenaje al empresario y estanciero Eduardo Casey, uno de los socios fundadores del Jockey Club Argentino.

## Últimos ganadores del Casey
| Año  | Ganador              | País | Jockey               | País | Padre              | País | Madre             | País | Criador                                               | Caballeriza                 | Colores            |
| ---- | -------------------- | ---- | -------------------- | ---- | ------------------ | ---- | ----------------- | ---- | ----------------------------------------------------- | --------------------------- | ------------------ |
| 2024 | Cuan Chef            |      | Eduardo Ortega Pavón |      | Daddy Long Legs    |      | Cuan Linda        |      | Haras Pozo De Luna                                    | Establecimiento Mariana Eva |                    |
| 2023 | Larry Bird           |      | Wilson Moreyra       |      | Fortify            |      | Lipgloss          |      | Haras Vacación                                        | La Adelaida                 |                    |
| 2022 | Niño Guapo           |      | William Pereyra      |      | Catcher In The Rye |      | Burg Aniñada      |      | Haras El Chañar                                       | Garabo                      |                    |
| 2021 | Shy Friend           |      | Juan Carlos Noriega  |      | Equal Stripes      |      | Shy Darling       |      | Haras Abolengo                                        | Carmel                      |                    |
| 2020 | No hubo por pandemia |      |                      |      |                    |      |                   |      |                                                       |                             |                    |
| 2019 | Tetaze               |      | Gustavo Calvente     |      | Equal Stripes      |      | Delirada          |      | Bioart S.A.                                           | Juan Antonio                | Horse racing silks |
| 2018 | Interboy             |      | Jorge Ricardo        |      | Asiactic Boy       |      | Interraam         |      | Haras Abolengo                                        | El Alma                     | Horse racing silks |
| 2017 | Smart Holiday        |      | Francisco Gonçalves  |      | Harlan´s Holiday   |      | Distinguida Gulch |      | Haras Firmamento                                      | Firmamento                  | Horse racing silks |
| 2016 | Giant Steps          |      | Altair Domingos      |      | Not For Sale       |      | Call Her The Cat  |      | Haras Arroyo de Luna                                  | Dark Horse                  | Horse racing silks |
| 2015 | Old Bunch            |      | Eduardo Ortega Pavón |      | Not For Sale       |      | Malavita          |      | Haras Arroyo de Luna                                  | 3 de enero                  | Horse racing silks |
| 2014 | El Moisés            |      | Edwin Talaverano     |      | Manipulator        |      | Eleodora          |      | Haras Don Arcángel                                    | S. de B.                    | Horse racing silks |
| 2013 | Blood Money          |      | Pablo Falero         |      | Not For Sale       |      | Silver Shine      |      | Haras Arroyo de Luna                                  | Arroyo de Luna              | Horse racing silks |
| 2012 | Fhurter              |      | Juan Carlos Noriega  |      | Chullo             |      | Fantastic Lady    |      | Haras La Magdalena                                    | Morrovalle                  | Horse racing silks |
| 2011 | Val Champ            |      | Edwin Talaverano     |      | Val Royal          |      | Kalath Champ      |      | Haras Cal Ramón                                       | Cal Ramón                   | Horse racing silks |
| 2010 | Mustang Force        |      | Pablo Falero         |      | Sunray Spirit      |      | Más Gaucha        |      | Haras Abolengo                                        | High Stud                   | Horse racing silks |
| 2009 | Jungle Count         |      | Adrián Giannetti     |      | Southern Halo      |      | Joya Surera       |      | Haras Santa Inés                                      | Celsa del Tala              | Horse racing silks |
| 2008 | Tecla Shiner         |      | Adrián Giannetti     |      | Indygo Shiner      |      | Mery Type         |      | Haras San José del Socorro y Inv. y Proy. Creole S.A. | Three Friends               | Horse racing silks |
| 2007 | Body Soguero         |      | Gustavo Calvente     |      | Body Glove         |      | Visee de Femme    |      | Interstal S.A. y Arturo Moscón                        | Fejiparema                  | Horse racing silks |
| 2006 | Body Gold            |      | José Ricardo Méndez  |      | Body Glove         |      | Aurífera          |      | Haras Don Yayo                                        | Lagrange                    | Horse racing silks |
| 2005 | Rider Stripes        |      | Gustavo Calvente     |      | Candy Stripes      |      | Riberina          |      | Miguel Ángel Caruso                                   | Le Fragole                  | Horse racing silks |
| 2004 | Basko Pintón         |      | Jorge Valdivieso     |      | Engrillado         |      | Dark Beauty       |      | Haras Usasti                                          | F.F.C.                      | Horse racing silks |
| 2003 | Mr. Alleva           |      | Juan Carlos Noriega  |      | Numerous           |      | Allie             |      | Haras Firmamento                                      | Bingo Horse                 | Horse racing silks |
| 2002 | Freddy               |      | Pablo Falero         |      | Roy                |      | Folgada           |      | Antonio Depieri                                       | La Providencia              | Horse racing silks |
| 2001 | Passport Pride       |      | Jorge Valdivieso     |      | Hidden Prize       |      | Pardela           |      | Haras Orilla del Monte                                | Clara Manuel                | Horse racing silks |
| 2000 | Tapatío              |      | Fabián Rivero        |      | Candy Stripes      |      | Tenacita          |      | Haras Las Ortigas                                     | Car-Jul                     | Horse racing silks |
| 1999 | Litigado             |      | Pablo Falero         |      | Kitwood            |      | Licitada          |      | Haras Vacación                                        | Vacación                    | Horse racing silks |
| 1998 | Strudel Fitz         |      | Rubén Laitán         |      | Fitzcarraldo       |      | Miss Con Strued   |      | Haras Firmamento                                      | Rin                         | Horse racing silks |
| 1997 | Another Prince       |      | Walter Serrudo       |      | Red Wing Prince    |      | Indian Lady       |      | Haras San José del Socorro                            | San José del Socorro        | Horse racing silks |
| 1996 | Marinero Toss        |      | Juan José Paulé      |      | Egg Toss           |      | Ma Sirene         |      | Haras La Biznaga                                      | Padaro                      | Horse racing silks |
| 1995 | Dandy Norteño        |      | Juan José Paulé      |      | Ringaro            |      | Dama Norteña      |      | Haras Vacación                                        | Las Canarias                | Horse racing silks |
| 1994 | Cheerful             |      | Jorge Valdivieso     |      | Ringaro            |      | Charme            |      | Haras La Quebrada                                     | Don Elías                   | Horse racing silks |